# Tylopus strongylosomoides
Tylopus strongylosomoides är en mångfotingart som först beskrevs av Zoltán Korsós och Sergei I. Golovatch 1989.  Tylopus strongylosomoides ingår i släktet Tylopus och familjen orangeridubbelfotingar. Inga underarter finns listade i Catalogue of Life.